# Joachim Gottschalk

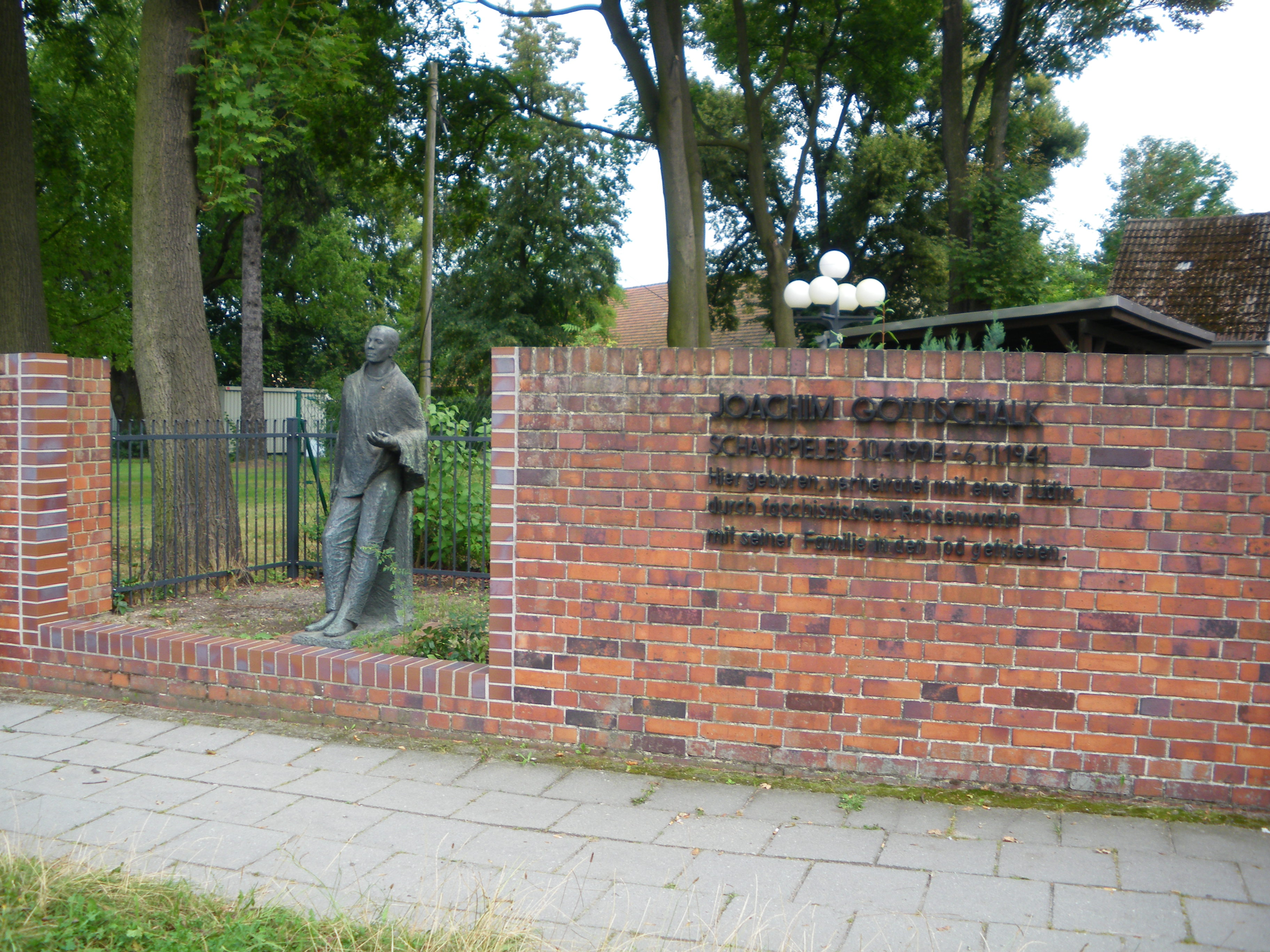
Estatua conmemorativa en su ciudad natal.

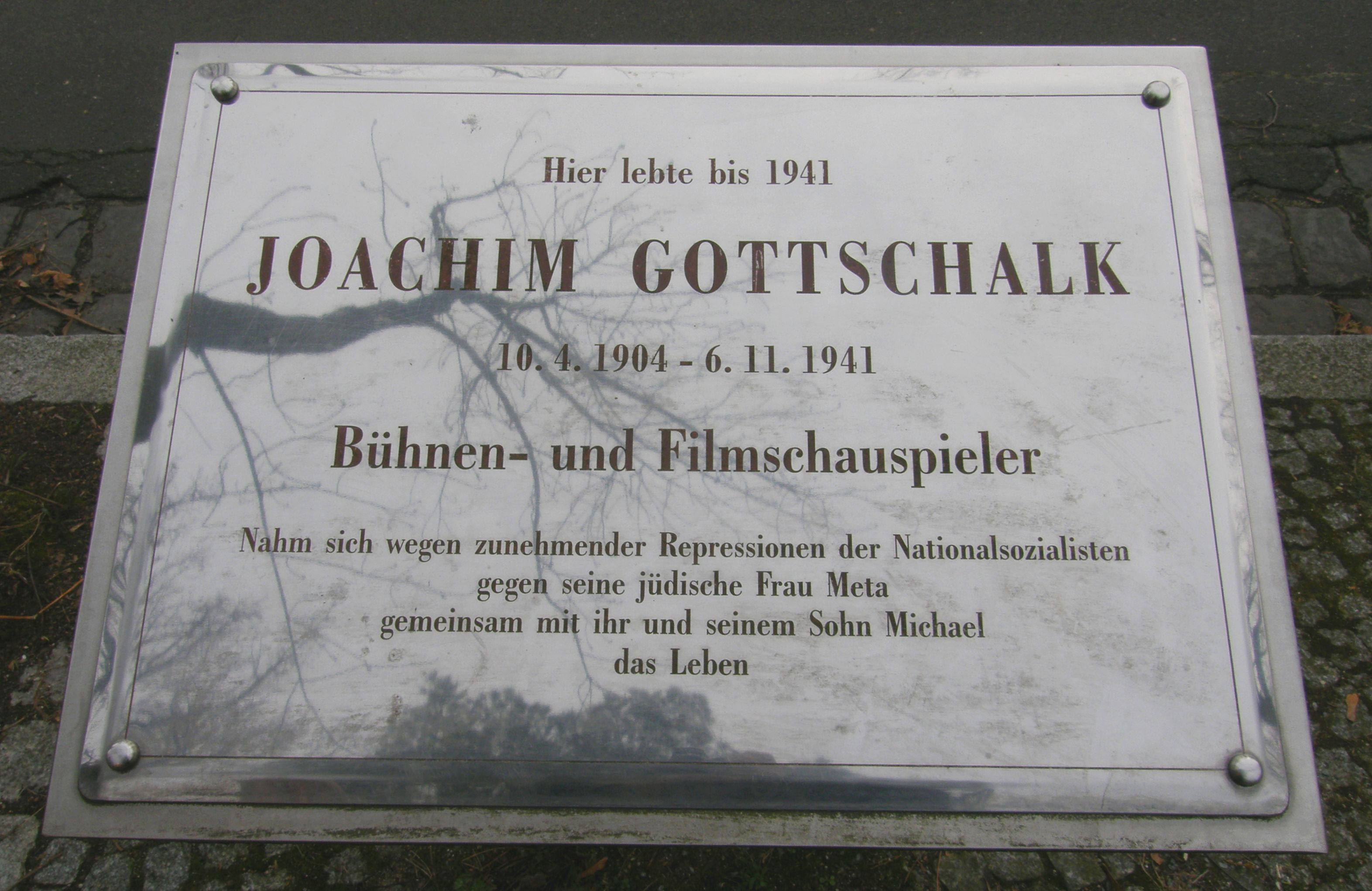
Placa en el lugar donde murió con su familia.

Joachim Gottschalk (Calau, Alemania, 10 de abril de 1904 - Berlín, 6 de noviembre de 1941) fue un famoso actor de cine alemán, llamado el Leslie Howard germánico, que acabó con su vida en trágicas circunstancias.
Una de las estrellas románticas del cine alemán de la época, junto a la actriz Brigitte Horney, se casó con Meta Wolff de ascendencia judía, madre de su hijo Michael. 
Su popularidad le permitió eludir las Leyes de Núremberg hasta que Gottschalk presentó en una gala social a su esposa a dirigentes del partido nazi. El ministro de propaganda Joseph Goebbels, furioso con el incidente, decretó la deportación de su mujer e hijo a Theresienstadt y el alistamiento en la Wehrmacht del actor.
Minutos antes del arribo de la Gestapo, los tres se suicidaron con gas.
El régimen ocultó las circunstancias de su muerte y sólo después de la guerra trascendió a sus millones de admiradores. La industria del cine - la UFA - supo el episodio agregando tensiones entre la compañía y Goebbels empeñado en utilizarla como vehículo de propaganda. La actriz Brigitte Horney, en un acto de rebeldía, acudió al funeral.
En la ciudad de Senftenberg pusieron su nombre a la antigua calle Wiesenstrasse.

## Filmografía
- Du und Ich (1938) (con Brigitte Horney)

- Aufruhr in Damaskus (1939) (con Brigitte Horney)

- Eine Frau wie Du (1939) (con Brigitte Horney)

- Flucht ins Dunkel (1939)

- Ein Leben lang (1940)

- Das Mädchen von Fanö (1941) (con Brigitte Horney)

- Die Schwedische Nachtigall (1941)